# 城南島海浜公園
城南島海浜公園（じょうなんじまかいひんこうえん）は東京都大田区城南島に所在する東京湾に面した東京都港湾局が管理する海上公園である。

## 概要
潮干狩りも可能な人工海浜、都区内では唯一のオートキャンプ場を備えたキャンプ場などがある。また、当公園は羽田空港も近く、羽田空港を離着陸する飛行機を間近に眺められるビュースポットとしても知られている。公園の目と鼻の先に羽田空港B滑走路につながる誘導灯が見えるので、航空ファンが旅客機の撮影（スポッティング）に訪れることも多い。
特にエアフォースワンことVC-25が飛来するときは人が殺到するため、テロ対策も含めて安全面を考慮し、多数の警備員が警戒する。また海には東京湾を行き来する船を見ることが出来る。休日には家族連れを中心に比較的遠方からの訪問者も多い公園である。

## 公園内にある施設

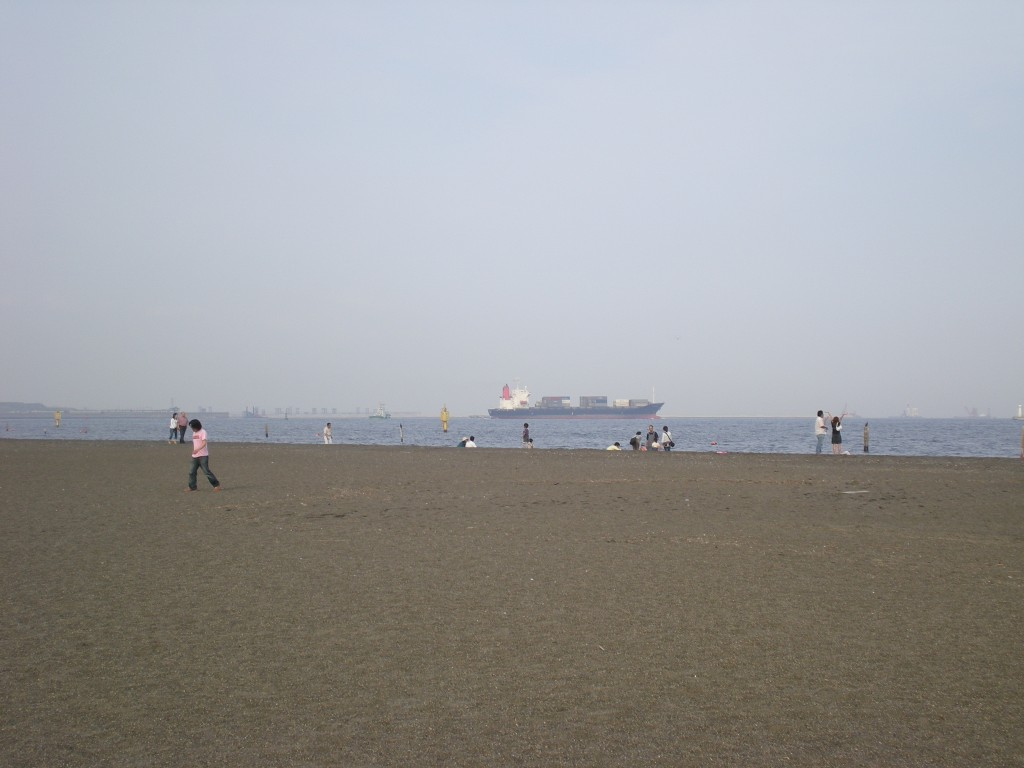
公園内にある人工海浜

入り口

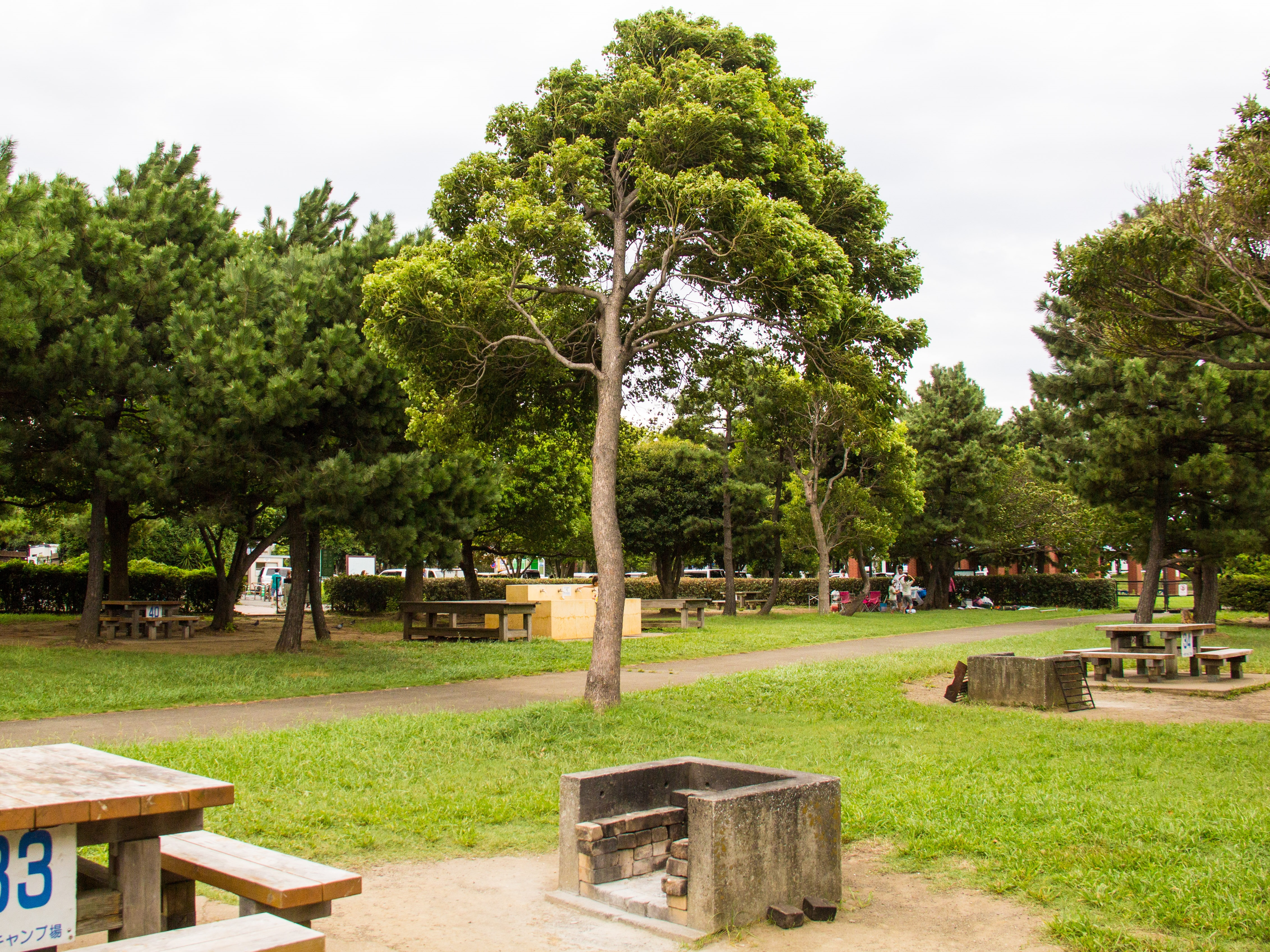
キャンプ場

- つばさ浜 - 公園内にある人工海浜。潮干狩りと水遊びが出来るが、遊泳と釣りは禁止されている。
- キャンプ場 - オートキャンプ、テントキャンプ、日帰りのバーベキューなどが楽しめるスペース。休日を中心に多くの人が利用する。（要予約、有料）
- スケボー広場 - 2005年に開設されたスケートボードが楽しめる広場。（無料）
- つばさドッグラン
- 展望広場
- みなと広場
- 芝生広場
- 売店 - キャンプ用品の販売・レンタルもある。

## アクセスなど
- 自動車以外での来訪は、大森駅、大森海岸駅、流通センター駅より京浜急行バス森32系統「城南島循環」　城南島四丁目下車　徒歩3分（鉄道駅からの徒歩は最低でも40分以上かかる）なお、当バス路線は平日・休日共に日中の時間帯は一時間に一本程度なので利用の際は注意のこと。
- 有料駐車場あり（21時閉鎖）
- 開園時間：公園は常時開園。つばさ浜・スケボー広場の利用は日中のみ。また、スケボー広場とキャンプ場は水曜日が定休日なので利用の際は注意（水曜日が祝日の場合は、翌木曜日が定休日）。
- 利用料金：公園の利用とスケボー広場の利用は無料。キャンプ場の利用は有料の上、事前予約が必要。詳細は、公園事務所に問い合わせのこと。